# 塔尔贝格附近施拉格
塔尔贝格附近施拉格是奥地利施蒂利亚州哈特贝格县的一个市镇。总面积10.71平方公里，总人口997人，人口密度93.1人/平方公里（2005年）。